# Biancaneve (Alexia)
Biancaneve è un singolo di Alexia, pubblicato nel 2009.

## La canzone
Scritta da Mogol e da Mario Lavezzi, partecipa al Festival di Sanremo 2009 in un featuring tra la cantante e lo stesso Lavezzi. Si classifica all'8º posto.
Il brano parla di una storia d'amore di una coppia con molta differenza di età, lui più maturo pensa all'amore con più sentimento e poesia, mentre lei vuole vivere la sua passione non con tranquillità, come appunto una "Biancaneve", ma più con trasporto e aggressività, da "strega".

## Curiosità
- Biancaneve è inserito in Ale & c., la riedizione per l'Italia dell'album di Alexia del 2008 Alé.
- Il brano è anche l'unico inedito del nuovo album di Mario Lavezzi, A più voci.

## Andamento nella classifica FIMI
| Posizione | 12 | 6 | 13 |